# 林マヤ
林 マヤ（はやし マヤ、1958年2月23日 - ）は、日本のファッションモデル、タレント、歌手である。本名、大内 理枝（おおうち りえ）。所属事務所はアップフロントクリエイト。一人称はマヤマヤ。長野県上田市出身。夫はカメラマンの笛風呂タオス(本名:大内流篤)。

## 略歴
長野県小県東部高等学校卒業後に上京して就職するが、就職先の寮で門限破りを繰り返し2週間で退社。その後、風呂なしのアパートに住みアルバイト生活を始める。その頃、東京でモデルをしていた高校時代の友人と銭湯で偶然再会し、モデル事務所を紹介された。
しかし、当時の日本は「可愛い系」のモデルが流行っていたため、個性派モデルである林は、3年間ほど売れない日々を過ごした。当時パンク・ファッションに憧れていたこともあり、事務所を辞めてパンクの本場ロンドンへ行くことを決意。途中、経由地のパリのカフェで、世界的に有名なカメラマンであるピーター・リンドバーグと偶然出会い、日本人として初めてファッション誌『マリ・クレール』フランス版に登場。その後1か月、パリの事務所に所属してモデル活動を行い、パリ・コレクションにも出演した。また、ファッションショーのBGMで使われたジャズの名曲『テイク・ファイヴ』に魅せられ、1991年（平成3年）3月21日、ミディ・レコードからジャズアルバム『MAYA』をリリースして歌手デビューもしている。
日本に帰国後の1996年（平成8年）、資生堂エリクシールのCMに出演したことで注目を集め、徐々に仕事が舞い込む。『anan』には毎号トップモデルとして登場し、東京とパリを往復する生活を10年間続ける。この頃、モデルとしての体型を維持するために過激な食事制限を実行し、健康を害したこともあったという。体調を回復した後は、運動を取り入れた健康的なダイエットをするようになった。その後、食生活の改善を考えていた折に農業に出会い、2009年（平成21年）に茨城県守谷市に引っ越した後はプチシャン（小さな農園）で自ら野菜を栽培している。
現在はタレントとして活動する傍ら、ジャズ歌手としてライブ活動を展開する。
2025年（令和7年）3月30日に開催の「カーボンニュートラルを考える 2025 by SATOYAMA & SATOUMI movement」の2日目に参加した際に、MCを担当したイベントステージにて、現時点で足を骨折していることを公表した。

## 人物
- 前述の資生堂のCMに出演している頃、ダウンタウンの浜田雅功が『ダウンタウンのガキの使いやあらへんで!!』（日本テレビ）でのトークで「化粧品のCMで、何か変な顔して笑ってる女おるやろ。アイツは横分けさせて、スーツ着させなアカンのちゃうんか?」と面識のない林のことを語ったところ、翌週同番組のトーク中に林本人が、読者のハガキのワゴンを持って笑いながら登場し、浜田を焦らせたことがある。
- パリコレ時代に一度結婚しているが、うまくいかず離婚。1986年にプロカメラマン兼野菜文化研究家である笛風呂タオスと再婚している。

- 学生時代は不良少女だったと度々トーク番組などのゲスト時に語っている。

## 出演

### テレビ
- ボキャブラ天国（フジテレビ） - 不定期出演
- 投稿!特ホウ王国（日本テレビ） - 不定期出演
- 黒BUTA音楽牧場（テレビ東京）
- ジャスト（TBS）
- おしゃれ工房（ - 2007年3月、NHK教育） ※月・火曜日
- 週刊こどもニュース（1999年4月 - 2002年3月、NHK総合） - お母さん 役
- 趣味悠々 「氷上に心おどる! アイススケーティング 滑る楽しさを体感しよう」（2007年11月 - 12月、NHK教育）
- 朝はビタミン!（ - 2008年9月、テレビ東京） ※月・金曜日
- ぴーかんテレビ 元気がいいね!（東海テレビ） ※火曜日
- 林マヤが行く!アンチエイジング列島（旅チャンネル）
- あら簡単!世界レシピ（2010年4月9日 - 10月1日、テレビ東京）
- 生中継 ふるさと一番!（2010年4月14日 - 2011年3月、NHK総合） - 旅人
- エンジョイDIY（2010年4月 - 2017年9月、静岡朝日テレビ）
- ひるブラ（2011年6月 - 、NHK総合） - 不定期
- ありがとッ!（2012年4月 - 2016年3月、テレビ神奈川） ※月曜レギュラー
- バイキング（2014年7月4日 - 不定期出演、フジテレビ） ※金曜コーナーレギュラー
- 夕方LIVE!キニナル（東日本放送、2017年6月9日 - ） - 金曜MC

### テレビドラマ
- ワイン娘恋物語（1998年10月 - 1999年2月、テレビ東京） - 番組進行 役
- 土曜ワイド劇場「おとり捜査官・北見志穂9・美人令嬢連続殺人!」（2005年5月28日、テレビ朝日） - 村松米子 役
- 長野発プレミアムドラマ「木曽オリオン」（2014年1月22日、NHK BSプレミアム）

### インターネットドラマ
- まほろば（2007年） - 政村夕子 役

### 映画
- 青春ばかちん料理塾（2003年、東映） - 千葉清美 役
- おかあさんの木（2015年、東映） - 出演の他、方言指導を担当[4]

### CM
- 資生堂「エリクシール」（1996年）

### ラジオ
- まんたんMUSIC（1995年4月 - 1997年3月、JFN系）
- The Step（2008年10月 - 、FM長野） - 水曜日担当
- Talk魂765 Go!Go!イチ（2009年3月 - 、YBSラジオ） - 月曜日担当

### 雑誌
- ESSE 「林マヤさんの菜園カレンダー」（2010年1月号 - 、扶桑社）